# Gage
Gage és un poble dels Estats Units a l'estat d'Oklahoma. Segons el cens del 2000 tenia 429 habitants.

## Demografia
Segons el cens del 2000, Gage tenia 429 habitants, 197 habitatges, i 121 famílies. La densitat de població era de 394,4 habitants per km².
Dels 197 habitatges en un 24,4% hi vivien nens de menys de 18 anys, en un 47,7% hi vivien parelles casades, en un 11,7% dones solteres, i en un 38,1% no eren unitats familiars. En el 36,5% dels habitatges hi vivien persones soles el 19,3% de les quals corresponia a persones de 65 anys o més que vivien soles. El nombre mitjà de persones vivint en cada habitatge era de 2,18 i el nombre mitjà de persones que vivien en cada família era de 2,86.
Per edats la població es repartia de la següent manera: un 23,3% tenia menys de 18 anys, un 7% entre 18 i 24, un 22,6% entre 25 i 44, un 28% de 45 a 60 i un 19,1% 65 anys o més.
L'edat mediana era de 43 anys. Per cada 100 dones de 18 o més anys hi havia 91,3 homes.
La renda mediana per habitatge era de 25.795 $ i la renda mediana per família de 32.750 $. Els homes tenien una renda mediana de 22.788 $ mentre que les dones 13.929 $. La renda per capita de la població era de 15.706 $. Entorn del 15,4% de les famílies i el 20,6% de la població estaven per davall del llindar de pobresa.

## Poblacions més properes
El següent diagrama mostra les poblacions més properes.